# كلايد نورمان شيلي
كلايد نورمان شيلي (بالإنجليزية: Clyde Norman Shealy)‏ هو جراح أعصاب ودكتور في الفلسفة أمريكي ورائد في إدارة الألم. ينسب إليه الفضل في التحفيز الكهربائي للعصب عبر الجلد ومحفز الحبل الشوكي والإستئصال الراديوي.

## تعليمه
تخرج شيلي من كلية الطب بجامعة ديوك وأكمل تدريبه في المركز الطبي بجامعة ديوك ومستشفى بارنز اليهودي ومستشفى ماساتشوستس العام. قضى شيلي ثلاث سنوات ونصف في مدرسة الطب بجامعة كيس وسترن ريسرف حيث بحث وطور جهاز محاكاة النخاع الشوكي والمحفز الكهربائي للعصب عبر الجلد (TENS™).

## عمله
بجانب حياته المهنية كجراح أعصاب، ظل كلايد نورمان شيلى أستاذًا في جامعة هارفارد وويسترن ريزيرف وجامعة جامعة ويسكونسن-ماديسون وجامعة منيسوتا ومعهد الغابات لعلم النفس المهني.
وتولى رئاسة مركز تعليم طب الطاقة الهولوسي، وكان أستاذًا فخري في طب الطاقة في كلية الدراسات العليا بجامعة هولوس. عمل شيلي أيضًا رئيسًا في العامين الأولين من الجمعية الطبية الأمريكية الشاملة.